# Ángel del Toro
Ángel del Toro (San Francisco de Campeche, Campeche, Yucatán, Nueva España, Imperio Español - ?) fue un militar mexicano que nació en San Francisco de Campeche, Capitanía General de Yucatán, en la Nueva España, y que llegó a tener el rango militar de teniente coronel en el ejército realista. Por nombramiento del rey Fernando VII ocupó el cargo de Gobernador de la provincia colonial de Tabasco, cargo que desempeñó hasta el 6 de septiembre de 1821 convirtiéndose en el último gobernador en la época colonial de Tabasco y el penúltimo gobernador de una provincia colonial de la Nueva España.

## Gobernador de Tabasco
Ante el fallecimiento del gobernador de la provincia de Tabasco Francisco de Heredia y Vergara ocurrido el 4 de mayo de 1818, se hizo cargo en forma interina del gobierno, el Teniente Coronel tabasqueño Lorenzo Santa María. 

### Nombramiento
En junio de 1819 es nombrado por el rey de España Fernando VII como gobernador de la provincia de Tabasco, el Teniente Coronel Ángel del Toro, quien hasta ese momento se desempeñaba como Capitán del Batallón de Castilla fijo en Campeche. El 5 de octubre, el teniente Coronel Ángel del Toro informó al Ayuntamiento de Villahermosa que había sido nombrado por Fernando VII rey de España, como  Gobernador de Tabasco y que pronto llegaría a Villahermosa para tomar posesión de su cargo.
En la sesión del Ayuntamiento de Villahermosa del 3 de mayo de 1820, se dio cuenta de un oficio enviado por el Teniente Coronel Ángel del Toro de fecha 22 de abril de ese año, que desde Mérida pidió que ante los nuevos cambios y disposiciones, se jure nuevamente ante las autoridades, la Constitución de 1812 y acompaña el oficio con una copia del real decreto firmado por su majestad el 7 de marzo de 1820 reconociendo la Constitución de 1812.
El gobernador interino de Tabasco Teniente Coronel Lorenzo Santa María, hace saber al Ayuntamiento de Villahermosa, que tiene dudas sobre el nombramiento de gobernador en favor de Ángel del Toro y pide que se aplece dicho reconocimiento.

### Toma de posesión
Es hasta el 11 de mayo de 1820, casi un año después, cuando Ángel del Toro llegó a Villahermosa, y conforme al despacho firmado por el rey y rubricado por el capitán general de Yucatán, tomó posesión del gobierno de Tabasco, previo juramento ante el Ayuntamiento Perpetuo de Villahermosa. Del Toro, gobernó poco más de un año en Tabasco, una provincia complicada, desconocida para el, y en situación crítica. 
Un grupo de militares encabezadas por el gobernador interino Lorenzo Santa María, junto con don Santiago Estrada y su hermano Jacinto Estrada quisieron oponerse a la toma de posesión de Del Toro, sin embargo fueron repelidos por el ejército realista fiel al nuevo gobernador.
El gobernador del Toro, dispone y hace los preparativos para que el 24 de mayo de ese mismo año de 1820, sea jurada solemnemente la Constitución de 1812, lo que tiene lugar con todo lucimiento y solemnidad en la Plaza Mayor de Villahermosa. El ejemplar de la Constitución que había sido sepultado por los realistas en 1814 en un nicho del obelisco de la plaza, es exhumada y paseada en triunfo, jurándose ante ella y los Evangelios, frente a una efigie del rey Fernando VII. 
Lorenzo Santa María y un grupo de los constitucionalistas, no dejaba de causarle problemas durante el poco tiempo que llevaba en el gobierno, por lo que tomó la decisión de sustituir a varios de esos militares. Además, Ángel del Toro acusó a Lorenzo Santa María ante el Virrey Juan Ruiz de Apodaca, de aliarse con el Sargento Francisco Ramos "para mandar fuego sobre esta capital y organizar un golpe de estado en su contra el 10 de junio de 1820... por lo que el virrey de Apodaca ordenó seguirle juicio a los rebeldes.
Ante esto, y para escapar del juicio en su contra, Santiago y Jacinto Estrada así como varios militares se refugiaron en Campeche, mientras que Lorenzo Santa María y otros militares tuvieron que huir a Tila, Chiapas, enviando Del Toro en su persecución al Capitán José Rovirosa, sin que pudiera capturarlo.
Durante este lapso de su gobierno, del Toro promovió ascensos escalafonarios de la raquítica burocracia existente en la provincia, otorgó distinciones a los militares locales "inutilizados en el servicio de la Patria" y ante la proximidad del movimiento independiente en la frontera occidental de la provincia, trató por todos los medios de incrementar la presencia militar.

### La lucha libertaria
Ángel del Toro gobernó a Tabasco con serias dificultades, debido a que un fuerte grupo opositor que estaban en contra de su mandato le creaban constantes problemas, los cuales aumentaron, cuando se supo en Tabasco del levantamiento del Coronel Agustín de Iturbide y de la proclamación del Plan de Iguala. Muchos contrarios al gobierno de Del Toro se convirtieron en partidarios de la Independencia, entre ellos el capitán José María Jiménez Garrido quien se puso en contacto con el comandante general de Veracruz comprometiéndose Jiménez a dar el grito de independencia en Villahermosa y apresar al gobernador del Toro.
Tabasco, aunque aislado geográficamente, la sociedad se iba enterando de los acontecimientos, y el gobernador Ángel del Toro, no podía sofocar la opinión pública en favor de la independencia que se extendía y se demostraba en todos los puntos de la provincia. En junio de 1821, muchos habitantes de Cunduacán, Macuspana, Huimanguillo y Teapa se adhieren al Plan de Iguala.
El 5 de julio de 1821 un grupo de militares y gente del pueblo encabezados por el Capitán José María Jiménez Garrido y Luis Timoteo Sánchez, se alzan en armas y toman la ciudad de Villahermosa
y a las 2 de la tarde en la Plaza mayor, Luis Timoteo Sánchez proclama la independencia y da a conocer el "glorioso sistema independiente", sin embargo el gobernador del Toro, logró sofocar la rebelión y los realistas recuperan la ciudad, haciendo prisionero al capitán José María Jiménez Garrido quien es enviado primero al Fuerte Santa Isabel en San Fernando de la Victoria y posteriormente a la prisión de San Juan de Ulúa.

## Independencia de Tabasco y salida de Del Toro
El 31 de agosto, entró a Tabasco por el Cantón de Huimanguillo, el general Juan Nepomuceno Fernández Mantecón quien venía con un ejército de 400 hombres con la orden del general Antonio López de Santa Anna de liberar a Tabasco del dominio español y proclamar la independencia. En Huimanguillo logró la capitulación del jefe realista José Francisco Maldonado. 
Fernández llegó a San Antonio de los Naranjos (hoy Cárdenas) donde se juró la independencia el mismo 31 de agosto, posteriormente pasó a Cunduacán donde se juró la independencia el 4 de septiembre, y llegó el 5 de septiembre al pueblo de Tamulté en las cercanías de la capital del estado, en donde intimó rendición al gobernador del Toro, quien en un intento desesperado, solicitó refuerzos al gobernador de Yucatán, el mariscal de campo Juan María Echeverri, a quien ya no le dio tiempo enviarlos. 
El día 6 de septiembre Fernández llegó al pueblo de Atasta, con 600 hombres, porque en todo el camino se le habían unido 200 tabasqueños. provocando la huida de Ángel del Toro, quien fue el último gobernador colonial en Tabasco. Del Toro, partió junto con muchos miembros de la guarnición militar española hacia El Carmen y posteriormente hacia Campeche.
El 7 de septiembre de ese mismo año de 1821, tras un ligero combate en las afueras del pueblo de Atasta con las pocas fuerzas españolas que quedaban y que terminaron por rendirse, el Capitán Juan Nepomuceno Fernández Mantecón entró triunfante a la ciudad de Villahermosa y en la Plaza de Armas de Villahermosa proclamó la independencia de Tabasco, poniendo fin a 302 años y seis meses de dominio español.